# 獣医用組成物事件
獣医用組成物事件（じゅういようそせいぶつじけん）または薬物製品事件とは、日本の最高裁判所が判決で、特許法の解釈上「発明未完成」という拒絶理由が認められることを確認した事件である。

## 経緯
原告（被上告人）は、1963年（昭和38年）12月9日及び1964年（昭和39年）2月10日にアメリカ合衆国においてした特許出願に基づく優先権を主張して、1964年11月9日、名称を「薬物製品」とする発明（活性剤としてジアルキルスルホキシド特にジメチルスルホキシドを含むことを特徴とする獣医用組成物）につき日本に特許出願をした。
ところが、特許庁は、1966年（昭和41年）6月22日に、明細書記載の技術内容をもってしては、家畜病治療用組成物の発明が完成したものとすることができないから、特許法29条1項柱書にいう発明に該当しない、という理由で拒絶査定を行った。
この拒絶査定に対し、原告は同年11月9日に審判を請求したが、1972年（昭和47年）11月30日、「本件審判の請求は、成り立たない」との審決を受けた。そこで、原告は、審決の取消しを求めて、東京高等裁判所に訴訟を提起した。

## 東京高等裁判所の判決
東京高等裁判所は、1974年（昭和49年）9月18日、次のように判示して審決を取り消した：
| 「 | 第二十九条はもとより、特許法の全規定中にも、特許出願にかかる発明の完成、未完成に関する事項を定めたものと解するに足りる規定はなく、また、発明の未完成をもつて特許出願の拒絶理由とすることができる旨を定めた規定を見出しえない。したがつて、本件審決は、特許法の定めていない拒絶理由により、換言すれば、特許法上の根拠なしに、本願出願につき拒絶をすべきものとしたものというべく、もとより違法たるを免れない。 | 」 |

## 最高裁判所の判決
被告（特許庁長官）の上告を受けた最高裁判所は、1977年（昭和52年）10月13日、次のように判示して、原判決を破棄し、事件を東京高等裁判所に差し戻した：
| 「 | 特許法（以下「法」という。）二条一項は、「この法律で『発明』とは、自然法則を利用した技術的思想の創作のうち高度のものをいう。」と定め、「発明」は技術的思想、すなわち技術に関する思想でなければならないとしているが、特許制度の趣旨に照らして考えれば、その技術内容は、当該の技術分野における通常の知識を有する者が反復実施して目的とする技術効果を挙げることができる程度にまで具体的・客観的なものとして構成されていなければならないものと解するのが相当であり、技術内容が右の程度にまで構成されていないものは、発明として未完成のものであつて、法二条一項にいう「発明」とはいえないものといわなければならない（当裁判所昭和三九年（行ツ）第九二号同四四年一月二八日第三小法廷判決・民集二三巻一号五四頁参照）。 | 」 |

| 「 | 出願の発明が発明として未完成のものである場合、法二九条一項柱書にいう「発明」にあたらないことを理由として特許出願について拒絶をすることは、もとより、法の当然に予定し、また、要請するところというべきである。 | 」 |

## 影響と評価
未完成発明は特許法29条1項柱書の発明に該当しない、というのが従来の実務の慣行であったが、この事件の1974年（昭和49年）9月18日の東京高等裁判所の判決によって、実務に混乱が生じた。しかし、この判決は、最高裁判所の判決によって覆され、従来の慣行に戻った。
篠原勝美「発明の完成と拒絶理由」は、本事件の最高裁判所判決を「特許法29条1項柱書きに基づき「発明未完成」という拒絶理由が認められることを確認するとともに、発明の完成、未完成の意義を明らかにした判例として重要な地位を占めている」と評価する。